# Jacob Glockengießer
Jacob Glockengießer, auch Jakob Kessler, (* 1367 in Nürnberg; † 1407 oder 1415 ebenda) war ein deutscher Glockengießer.
Zwischen 1397 und 1415 wirkte er als Glockengießer. Seine Gießhütte war gegenüber dem Klarissenkloster St. Klara. Er kauft von Johannes Kessler genannt Wissenburger das Haus am Graben vor dem Frauentor, das spätere Haus am Glockenstuhl. 1398 erhielt er das Nürnberger Bürgerrecht.
Er heiratet 1390 Margareth Stattböck (etwa 1370–1417) und hat mit ihr vier Kinder. Seine zwei Söhne Hans und Ulrich waren ebenfalls Glockengießer.
Das Sterbejahr 1407 ist in der Familienchronik genannt, während sich ein überlieferter Brief des Rates der Stadt Nürnberg an Rothenburg ob der Tauber aus dem Jahre 1415 auf Jacob Glockengießer bezieht.
Seine Witwe heiratete Peter Glockengießer genannt Keßler, der Kessler und Glockengießer war.